# La respuesta (película de 1961)
La respuesta es un documental chileno de 1961, escrito y dirigido por Leopoldo Castedo, el cual se divide en dos partes y retrata la tragedia del terremoto de Valdivia de 1960 y el posterior Riñihuazo. Este filme, estrenado en 1961, contiene imágenes originales de la tragedia ocurrida en el sur de Chile, exhibiendo las adversidades a las cuales se tuvo que enfrentar la población después del terremoto y con el advenimiento del lago Riñihue.

## El terremoto y el Riñihuazo
El mayor terremoto jamás registrado se produjo el 22 de mayo de 1960 en las cercanías de la ciudad de Valdivia en el sur de Chile. Este evento telúrico, calificado como megaterremoto, ocurrió a las 15:11 del día domingo y su epicentro se localizó en la provincia de Malleco (actual Región de La Araucanía, Chile). Este acontecimiento telúrico tuvo una magnitud de 9,5 MW, posicionándose como el terremoto más potente registrado en la historia de la humanidad. A partir de este megaterremoto, se produjo un maremoto con olas superiores a los 10 metros. Asimismo, desde la costa chilena se propagaron olas por todo el océano Pacífico, matando 61 personas en Hawái y otras 122 en Japón.
También se produjeron una serie de movimientos telúricos de importancia, a modo de consecuencia, entre el 21 de mayo y el 6 de junio, lo que afectó a gran parte del territorio chileno, especialmente el centro y sur de Chile. Las consecuencias que trajeron estas tragedias alcanzan alrededor de 2000 muertes, además de daños estimados en US $550 millones (dólar de 1960).
Una de las principales consecuencias de este gigantesco sismo fue el Riñihuazo, esta catástrofe natural se refiere a los deslizamientos que ocurrieron en el río San Pedro en mayo de 1960, el cual quedó obstruido en tres lugares diferentes, denominados tacos, lo que provocó la alarmante subida del lago Riñihue. Se preveía que el desenlace de este taponamiento culminaría en un inmenso aluvión que destruiría las localidades ribereñas, así como la ciudad de Valdivia, más allá de los daños del propio terremoto.
Este evento alcanzó notoriedad pública debido a la amenaza que representaron para la población ribereña, que era de unos 60 000 habitantes aproximadamente. Finalmente, gracias a la labor de obreros e ingenieros, así como la participación de la Endesa, las represas, o tacos, fueron finalmente abiertas de manera controlada. A toda la situación generada se le denominó como «El Riñihuazo».
Cabe destacar que un acontecimiento de las mismas características ocurrió en el siglo XVI: En diciembre de 1575 un terremoto asoló el sur de Chile, bloqueando el Río San Pedro, taponándolo de la misma forma que en 1960, y, en abril del año siguiente, el agua almacenada llegó a su límite y arrasó con la naciente localidad de Valdivia y con la población de esta, destrozando todo a su paso. A partir de este antecedente, podemos apreciar las consecuencias que pudo haber tenido este evento en 1960, de no haber sido resuelto por las obras para destapar los tacos.

## Argumento
La estructura de La respuesta se puede dividir en dos partes, la primera es la caracterización de las consecuencias del terremoto y la vida de los sobrevivientes; y la segunda parte, se basa en una nueva problemática que surge, el Riñihuazo y la resolución de este conflicto. 
La forma de narrar lo acontecido, se basa en la catástrofe que fue el terremoto y el posterior Riñihuazo, generando un montaje audiovisual en el que el taponamiento del lago Riñihue es el principal conflicto que debe ser resuelto, en este caso, por los héroes que son los obreros. Así la narración de este filme se torna dramática y captura al espectador relatando la desgracia y el conflicto, lo que culmina con la resolución de este y un “final feliz”. El locutor mantiene en un tono trágico al inicio, relatando calamidades y sufrimientos, al mismo tiempo que realiza pausas para que la música enfatice y otorgue más solemnidad al relato, para luego amenizar su tono de voz a medida que se soluciona la problemática.
La primera parte de esta narración se basa en el desastre y en la tragedia, cada vez exacerbando más estos elementos, hasta llegar al conflicto, el auge del documental, y a la resolución de este. Específicamente, las palabras que utiliza el guion van en esta línea “catastrófica”, palabras como: cataclismo, ruina, destrucción, convulsión, muerte, desazón, catástrofe, desmoronamiento, dolor, perdida, entre otras, todas con el objetivo de enfatizar la desgracia. Sin embargo, cuando se resuelve el conflicto, usa palabras como: hazaña, héroes, valentía, nobleza, temple, lucha, victoria, entre otras. Esto destaca debido a la contraposición que ocurre en el relato, la cual concluye en un final feliz, lo que se evidencia en el cambio de discurso y las palabras que usa el narrador. Asimismo, estas cobran relevancia debido a que la forma de referirse a los acontecimientos establece una narrativa y una retórica sobre estos.
Entonces, el guion de este documental narra los hechos caracterizándolos como cataclismos, destacando y exacerbando la grandeza de estos, enfrentándolos, al mismo tiempo, con la población chilena que constantemente debe sobreponerse a la adversidad.
Así, al definir al terremoto y al Riñihuazo como cataclismos, a la resolución se la denomina hazaña, la cual fue ejecutada por héroes; retórica que se mantiene durante todo el documental, la que, además, se establece y mantiene en el tiempo al referirse a estos eventos. Un aspecto importante que destacar del guion, son los elementos destaca dentro de lo sucedido, el narrador constantemente enfatiza la desgracia, sin embargo, también señala el rol que cumplen los más vulnerables dentro de esta, como el actuar de los niños y también el de los perros.

## Nominaciones y premios
Este documental se adjudicó un total de dos premios:
- Medalla de Oro y Plata, Iberoamericano y Filipino de Cine Documental de Bilbao, España, 1961.
- Premio del Círculo de Críticos de Arte de Chile, 1961.

También participó en los festivales: 
- 26º Festival Internacional de Cine de Valdivia.
- 19° Festival Internacional de Cine de Valdivia.
- IV Festival Nacional de Cine de Viña del Mar.